# Louis Bril
Pour les articles homonymes, voir Bril.
Louis A.C. Bril est un homme politique belge (membre du VLD), né à Roulers le 11 octobre 1939.

## Biographie
Après une licence d'histoire à l'université de Gand, il devient professeur d'histoire à Courtrai. En 1980, il est membre du conseil culturel de la communauté culturelle néerlandaise. Louis Bril est sénateur de la province de Flandre-Occidentale de 1980 à 1981. Il a été membre du parlement flamand de 1980 à 2009 et est conseiller municipal de Roeselare depuis 1983 et dont il fut échevin de 2001 à 2006.
Il fut également secrétaire d'État à la fonction publique et la politique scientifique (1985-88).
Il est commandeur de l'ordre de Léopold.